# Xã Parker, Quận Butler, Pennsylvania
Xã Parker (tiếng Anh: Parker Township) là một xã thuộc quận Butler, tiểu bang Pennsylvania, Hoa Kỳ. Năm 2010, dân số của xã này là 632 người.